# شيلدون داي
شيلدون داي (بالإنجليزية: Sheldon Day)‏ هو لاعب كرة قدم أمريكية أمريكي، ولد في 1 يوليو 1994 في إنديانابوليس في الولايات المتحدة.

## وصلات خارجية
- شيلدون داي على موقع مرجع كرة القدم المحترفة.كوم (الإنجليزية)